# خريف (فرقيطة)
«فرقيطة الخريف» هي فئة فرقيطة من ثلاث فرقيطات تُديرها البحرية الملكية العمانية. تم بناء السفن بواسطة شركة BAE Systems في حوض بناء السفن الخاص بها في بورتسموث ببريطانيا، كجزء من صفقة بقيمة 400 مليون جنيه إسترليني تضمنت أيضًا التدريب من قبل مجموعة VT Group .

## المهام
السفن الثلاث قادرة على:
- حماية المناطق البحرية ذات الأهمية بما في ذلك المنطقة الاقتصادية الخالصة.
- دوريات مراقبة موسعة.
- عمليات الردع في أوقات التوتر.
- العمليات المشتركة مع القوات الحليفة.
- العمليات الخاصة.
- البحث و الإنقاذ.
- عمليات الإغاثة في حالات الكوارث البحرية.

## السفن في الفئة
| الصورة | السفينة  | رقم الهيكل | الانطلاق      | بتكليف     | حالة              |
| ------ | -------- | ---------- | ------------- | ---------- | ----------------- |
| </img> | الشامخ   | س40        | 22 يوليو 2009 | (آيا 2013) | في الخدمة الفعلية |
| </img> | الرحماني | س41        | 23 يوليو 2010 |            | في الخدمة الفعلية |
| </img> | الراسخ   | س42        | 27 يونيو 2011 |            | في الخدمة الفعلية |

## الحوادث
في مارس 2012، أصيب ثلاثة مهندسين من شركة BAE بعد إطلاق نار خاطئ أثناء الاختبار قبالة ساحل دورست.